# 小松村 (滋賀県)
小松村（こまつむら）は、滋賀県滋賀郡にあった村。現在の大津市の北東端、琵琶湖の沿岸および高島市鵜川にあたる。

## 地理
- 山岳：釈迦岳
- 湖沼：琵琶湖、内湖
- 河川：比良川、滝川、鵜川

## 歴史
- 1889年（明治22年）4月1日 - 町村制の施行により、鵜川村・北比良村・北小松村・南小松村の区域をもって成立。
- 1955年（昭和30年）10月1日 - 木戸村・和邇村と新設合併し、志賀町が発足。同日小松村廃止。

## 交通

### 鉄道路線
- 江若鉄道
  - 江若鉄道線：比良駅 - 近江舞子南口駅 - 近江舞子駅 - 北小松駅 - 白鬚駅 - 白鬚浜駅

現在は旧村域に湖西線の比良駅・近江舞子駅・北小松駅が所在するが、当時は未開業。

### 道路
- 国道161号